# Plectranthias vexillarius
Plectranthias vexillarius är en fiskart som beskrevs av Randall, 1980. Plectranthias vexillarius ingår i släktet Plectranthias och familjen havsabborrfiskar. Inga underarter finns listade i Catalogue of Life.